# Alpine Skiweltmeisterschaften 1970
Die 21. Alpinen Skiweltmeisterschaften fanden vom 7. bis 15. Februar 1970 in Gröden in Italien statt. Es waren die einzige Weltmeisterschaften, deren Ergebnisse im Alpinen Skiweltcup eingerechnet wurden. Erfolgreichste Nation war Frankreich, die drei der acht Goldmedaillen gewinnen konnte sowie fünf Silbermedaillen und eine Bronzemedaille.

## Wahl des Austragungsortes
Beim 26. FIS-Kongress in Beirut fiel am 20. Mai 1967 die Wahl auf Gröden, wobei im ersten Wahlgang 31 Stimmen errungen wurden – Banff erreichte 11, Jackson Hole 10, Davos 7, Garmisch-Partenkirchen 7 (die Deutschen zogen sich danach zurück); Naeba mit 4 und die Tiroler Kleinstadt Kitzbühel mit 3 schieden aus. Im zweiten Wahlgang wurden für Gröden 39 Stimmen (absolute Mehrheit) abgegeben, Banff kam auf 13, Davos auf 11 und Jackson Hole auf 10.

Von Seiten Österreichs hatte vorerst auch St. Anton am Arlberg seine Kandidatur annonciert; sogar Schruns-Tschagguns war im Gespräch gewesen.

## Vorschau
In einer Vorschau nannte »Sport Zürich« in seiner Ausgabe Nr. 15 vom 6. Februar auf den Seiten 1 bis 3 die Goldmedaillengewinner bzw. „Superfavoriten“ mit (in der Reihenfolge Abfahrt, Riesenslalom, Slalom) Karl Schranz und Isabelle Mir, Gustav Thöni und Michéle Jacot sowie Patrick Russel und Ingrid Lafforgue. Es wurde aber eingeräumt, dass der Verlauf der Saison im steten Wechsel der Sieger bei den Herren deutlich bewiesen haben, wie rasch die Waagschale des Erfolges sich neigen kann.
Was konkret die einzelnen Nationen betraf, wurde hinsichtlich des Schweizer Herrenteams vor einem übertriebenen Optimismus gewarnt. Der Formaufbau habe gestimmt, ein besonderer Trumpf konnte in der Erfahrung liegen (im Durchschnitt waren die SSV-Fahrer die ältesten) – auf längere Sicht sollte mit den jungen Fahrern Erfahrungskapital für Sapporo gesammelt werden. Die einzige Chance bei den Damen wurde in Annerösli Zryd in der Abfahrt gesehen, alles andere würde einer Sensation gleichkommen.
Die DSV-Vertretung konnte leise Hoffnungen hegen. Lediglich Rosi Mittermaier hatte sich international bestätigen können, während die übrigen guten Platzierungen (Hansjörg Schlager, Christian Neureuther und Traudl Treichl) wohl national seine Bedeutung hatte, aber international recht harmlos war. Allerdings konnte Franz Vogler in der letzten Phase der „Vor-Weltmeisterschafts-Zeit“ eine Topform anmelden, die jene von Portillo 1966 übertraf. Alle anderen Hoffnungen bei den Herren waren wirklich nur leise auszusprechen. Bei den Damen habe sich Margarethe Hafen zu großer Vielseitigkeit gewandelt, für Treichl kämen die Weltmeisterschaften ein Jahr zu früh.
Die österreichischen Hoffnungen bei den Herren hatten sich gegenüber dem Saisonbeginn gebessert, doch käme nur Karl Schranz für eine, vielleicht zwei Goldmedaillen in Frage. Die Riesenslalomstrecke sollte ihm liegen. Chancenlos seien die Slalomartisten, dies gelte auch bei den Damen, wo man nur auf gute Plätze hoffen konnte. Dies lag auch daran, dass Gertrud Gabl nicht in Form kam, was auch auf die Abfahrerin Olga Pall zutraf. In der Abfahrt wurde Wiltrud Drexel favorisiert. Im Riesenslalom sollten Pröll und Bernadette Rauter gut abschneiden.
Vor allem das französische Damenteam befand sich in einer außergewöhnlichen Favoritenrolle, aber auch von den Herren wurde viel erwartet. Einschränkungen gab es lediglich darin, dass es für Jacot und Ingrid Lafforgue die ersten Weltmeisterschaften waren und Henri Duvillard in den Abfahrten nicht mehr die ganz großen Leistungen vollbracht hatte. Dagegen haben Russel und Augert im Slalom das gehalten, was von ihnen erwartet worden war.
Der italienische Verband konnte nur auf Gustav Thöni hoffen, den man vor einem Jahr noch kaum gekannt hatte, der nun aber auch die Verantwortung spürte. Eberhard Schmalzl hatte sich zwar zuletzt gut herausgemacht, doch kam das Handicap zu hoher Startnummern, Helmuth Schmalzl hatte seit Rang 10 von der Generalprobe 1969 kein entsprechendes Resultat erzielt. Claudio Detassis fiel aus, er hatte sich beim Training in Cervinia das Bein gebrochen. Bei den Damen gab es mit Giustiana Demetz auch eine Verletzte. Clotilde Fasolis war seit dem vorjährigen Erfolg bei der „Coppa Femina“ in Abetone alles schuldig geblieben.

## Erwähnenswertes
- Die Eröffnung fand um 17 Uhr des 7. Februar im Eisstadion von St. Ulrich mit FISI-Präsident Fabio Conci, FIS-Präsident Marc Hodler und dem italienischen Fremdenverkehrsminister Giovanni Battista Scaglia statt.

Präsident Hodler hielt seine Rede viersprachig und ging in seiner französischen Version mit einem Seitenhieb auf den angekündigten Slalomstreik ein und dankte doch den Assen, dass sie teilgenommen hatten.
Das Stadion wurde von den Carabinieri vorzeitig geschlossen, Österreichs Unterrichtsminister Alois Mock wurde dann doch noch hineingelassen, doch konnte er ebenso nicht auf die Ehrentribüne wie die verspätet eingetroffene japanische Delegation. Die gesamte Zeremonie war in 30 Minuten abgewickelt. Die österreichische Auswahl war im Fernsehen ausgeblendet. Beim Einmarsch der Nationen schwenkte die Kamera auf die im Himmel zu sehenden Düsenjäger um, auch die Teams aus Finnland und Japan wurden nicht gezeigt. Und beim Abmarsch wurde wiederum umgeschaltet, als (nach der belgischen Auswahl) die Österreicher ins Bild hätten kommen sollen. – Kurios war trotzdem, dass zum Abschluss der Zeremonie die Alpini den Radetzkymarsch, sozusagen ein Kampflied der alten österreichischen Monarchie, spielten.
- Es waren 254 Aktive (176 Herren/88 Damen), aber 350 Journalisten und separat mehrere hundert Rundfunk- und Fernsehleute gemeldet.[11][12]
- Überraschend nominierte der französische Selektionär René Sulpice für den Herrenbereich keinen Kombinierer; der in Frage kommende Henri Duvillard wurde für den Slalom nicht aufgestellt.[13]
- Einen Tag vor dem Startbewerb, dem Herrenslalom, wurde erneut (wie es seit 1962 üblich war) ein Qualifikationsslalom veranstaltet – und dieser war wiederum recht umstritten. 25 Fahrer der ersten beiden Slalomgruppen hatten am 6. Februar in einem von Patrick Russel verfassten und von allen französischen, österreichischen und schweizerischen Fahrern unterschriebenen Brief an FIS-Präsident Hodler einen Streik angedroht. Die SSV-Teamführung hatte die Unterschriften vorerst als Privatsache erklärt, aber im Nachhinein allen, die nicht starten würden, härteste Sanktionen angedroht. Danach war auch erklärt worden, die Schweizer hätten ihre Unterschriften irrtümlich geleistet. Der sowohl für den Qualifikations- als auch Finalslalom eingeteilte Schweizer Karl Molitor drohte bei einem Startverzicht der Spitzenfahrer mit seiner sofortigen Abreise, da er sich nicht zum Narren machen lasse.[14]
- Beim Herrenslalom selbst kam kein Läufer des ÖSV in die Wertung. Nur mit drei Mann angetreten (nachdem Herbert Huber wegen eines Nervenzusammenbruches nicht starten konnte), schied das übrig gebliebene Trio durch Sturz oder Disqualifikation aus. Dadurch war bereits klar, dass die ÖSV-Starter keine Platzierung in der Alpinen Dreierkombination erreichen konnten.
Die Medaillenentscheidung im genannten Slalom war außerdem äußerst knapp.
- Einer der großen Mitfavoriten, Lokalmatador Gustav Thöni, blieb ohne Medaille: Im Slalom platzierte er sich auf Rang 4, im Riesenslalom schied er schon im ersten Durchgang aus.
- Von den Weltmeistern und/oder Olympiasiegern 1968 war nur Olga Pall noch am Start – die übrigen drei (weil Jean-Claude Killy vierfacher Goldmedaillengewinner gewesen ist und auch Nancy Greene zwei Titel geholt hatte) hatten ihre Karriere allesamt 1968 beendet.
- Mit Kombinationsgold durch Billy Kidd gewann erstmals ein US-Amerikaner eine Goldmedaille im alpinen Skisport. Für Australien war die Bronzemedaille in der Abfahrt durch Malcolm Milne die überhaupt erste Medaille bei alpinen Skiweltmeisterschaften und blieb bis zur Goldmedaille von Zali Steggall im Slalom 1999 die einzige.
- Die erste Medaillenübergabe erfolgte am Abend des 11. Februar, welche in der Reihenfolge der Bewerbe Herrenslalom, Herrenriesenslalom und Damenabfahrt durchgeführt wurde.[15]

## Ergebnisauswertung mit technischen Neuerungen
Der Resultatsdienst wurde von einer deutschen Firma (Siemens) durchgeführt, wobei hier in Gröden erste Erfahrungen gesammelt wurden. Zwar war der Begriff Elektronische Datenverarbeitung nicht neu, doch das System der Auswertung war erweitert worden – als einzigartig stand da, dass sie nicht am Ort der Veranstaltung, sondern in München, somit 280 km nördlich, erfolgte. Über Leitungen, die ständig offen gehalten wurden, wurde die Zeit eines Fahrers, sobald dieser die Fotozelle am Ziel unterbrach, automatisch nach München weitergegeben, wo vorerst ein Computer die Information überprüfte, den Fahrer klassierte und das bereinigte Resultat in Sekundenbruchteil zurück nach Gröden gab, wo es auf Fernsehmonitoren erschien oder von einem Schnelldrucker geschrieben wurde, wobei auch die jeweiligen Kombinationspunkte ausgewiesen wurden. Es war eine eigene Qualität für dieses Druckerpapier erforderlich.

## FIS-Weltrangliste
Am 5. Februar wurde von der FIS die neue Weltrangliste veröffentlicht, die für die Startnummernvergabe herangezogen wurde.
Herren:
Abfahrt: Duvillard, Schranz, Messner, Dätwyler; weiters: Rang 7 Vogler, 8 Milne, 14 Russi.

RTL: Thöny, Schranz, Giovanoli, Jean-Noël Augert; weiters: Rang 10 Heckelmiller, 12 Bleiner, 15 Duvillard, 16 Kidd.

Slalom: Thöni, Russel, Matt, Augert; weiters: Rang 6 Bruggmann, 7 Kidd, 8 Huber, 9 Tritscher, 15 Schranz, 19 Messner, 20 Rofner, 21 Neureuther.
Damen:

Abfahrt: Drexel, Mir, Famose, Pall; weiters: Rang 8 Zryd, 9 Pröll, 10 Karen Budge, 14 Mittermaier.

Riesenslalom: Macchi, Jacot, Steurer, Barbara Cochran, Pröll, Gabl, Rauter; weiters: Rang 9 Marilyn Cochran, 10 Ingrid Lafforgue, 13 Mittermaier, 14 Clifford, 21 Zryd.

Slalom: Gabl, Jacot, Barbara Cochran, Kutter, weiters: Rang 6 Ingrid Lafforgue, 10 Mittermaier, 11 Marilyn Cochran, 18 Pröll, 31 Zryd.

## Stellungnahme durch FIS-Präsident Marc Hodler
In einer Zwischenbilanz zu den Weltmeisterschaften erklärte FIS-Präsident Marc Hodler, dass die Kombinationsformel zu überprüfen sei, damit diese zu keiner Trostmöglichkeit für die einzel weniger erfolgreichen Fahrer degeneriert. Ein eigener Kombinationsslalom wie 1948 könnte eine Lösung sein. Die Frage der Teilnehmerbeschränkung oder -erweiterung könne nie richtig gelöst werden, da auch an die Olympischen Spiele gedacht werden müsse. Skisport sei die einzige Sportart, bei der bei Olympia pro Disziplin vier Personen teilnehmen dürfen. Von den Mannschaftsleitern war der Wunsch geäußert worden, in den Weltmeisterschaftsjahren auf den Weltcup zu verzichten, da dieser den Aufbau der Mannschaften beeinträchtige und es erschwere, sich auf ein Ziel und einen Höhepunkt einzustellen. In Zukunft sollte die Beschickungsmöglichkeit für „A-Rennen“ eingeschränkt werden (Herabsetzung der Quoten), womit die „B-Rennen“ aufgewertet werden sollen. Der Versuch der Einführung des Berufsskilaufes sei noch nicht gelungen, die Lebenschance scheine nicht sehr groß, obwohl die FIS es gar nicht ungern sehen würde, wenn es einen geregelten Profi-Sport als Unterschied zum Amateursport gäbe (eine Art Alibi gegenüber dem IOC). Die Entwicklung der zunehmenden Reklame sei beängstigend, doch dürfte nicht vergessen werden, dass die Skiindustrie von allen Industrien – mit Ausnahme der EDV – die in letzter Zeit größte Zuwachsrate verzeichnet. Das Problem der Sicherheit stelle sich neu. Sollten künstliche Bauten wie bei Bobrennen aufgestellt werden, um das „Geschoss“, das ein stürzender Fahrer auf der Piste darstellt, innerhalb der Piste einfangen zu können? Die FIS werde sich zu einer völlig neuen Konzeption durchringen müssen. Letztlich sehe er es als Ziel an, von der FIS salärierte Cheffunktionäre oder Kommissare einzusetzen, was auch durch die der FIS zukommenden TV-Einnahmen finanziert werden könnte.

## Männer

### Abfahrt
| Platz | Land | Sportler             | Zeit        |
| ----- | ---- | -------------------- | ----------- |
| 1     | SUI  | Bernhard Russi       | 2:24,57 min |
| 2     | AUT  | Karl Cordin          | 2:24,79 min |
| 3     | AUS  | Malcolm Milne        | 2:25,09 min |
| 4     | AUT  | Karl Schranz         | 2:25,46 min |
| 5     | ITA  | Marcello Varallo     | 2:25,52 min |
|       | USA  | Billy Kidd           | 2:25,52 min |
| 7     | AUT  | Rudolf Sailer        | 2:26,12 min |
| 8     | FRA  | Jean-Luc Pinel       | 2:26,59 min |
| -     | -    | -                    | -           |
| 12    | SUI  | Edmund Bruggmann     | 2:27,16 min |
| 14    | SUI  | Jean-Daniel Dätwyler | 2:27,47 min |
| 16    | FRG  | Hansjörg Schlager    | 2:27,92 min |
| 17    | AUT  | Heinrich Messner     | 2:28,39 min |
| 24    | SUI  | Andreas Sprecher     | 2:29,63 min |
| 34    | FRG  | Christian Neureuther | 2:31,09 min |
| 36    | FRG  | Max Rieger           | 2:31,51 min |
| 38    | FRG  | Willy Lesch          | 2:31,65 min |

Weltmeister 1968: Jean-Claude Killy (FRA) (Karriere beendet)

Datum: 15. Februar, 12:00 Uhr

Piste: Saslonch in St. Christina / Santa Cristina Valgardena

Länge: 3750 m, Höhenunterschied: 830 m

Tore: 25
Am Start waren 91 Läufer, 82 von ihnen erreichten das Ziel.
Ausgeschieden u. a.: Stefano Anzi (ITA) (Disqualifikation)

Wegen Verletzung nicht angetreten: Franz Vogler (FRG)
Im Abfahrtstraining am 12. Februar schnitt sich Franz Vogler bei einem Sturz im ersten „S“, nachdem ihm die Bindung eines Skis aufgegangen war, mit der Skikante das Knie auf und erlitt eine böse Fleischwunde, die genäht werden musste. Bei Dumeng Giovanoli machte sich nach einem mächtigen Sprung, bei dem er aber nicht gestürzt war, seine alte Knieverletzung bemerkbar (er konnte nicht starten). Bob Cochran wurde Opfer der sich ändernden Lichtverhältnisse, flog in hohem Bogen über den Zaun, konnte aber unverletzt zurückkriechen. Henri Duvillard blieb mit dem Kopf im Zaun stecken und konnte sich nicht selbst befreien; er hatte bei seinem Sturz mit voller Wucht den Zaun durchschlagen.
Die Strecke war durch den über Nacht gefallenen Neuschnee um 17 Sekunden langsamer als beim vorjährigen Weltcuprennen, als Dätwyler in 2:07,75 gewonnen hatte. Dadurch waren die vorderen Startnummern (Orcel 1, Sprecher 2, Cordin 3, Dätwyler 4, Schranz 6) etwas benachteiligt und es war dies ein Mitgrund, dass Bernhard Russi mit der Nr. 15, der letzten Startnummer der Eliteläufer, gewann. Bei der Schweizer Teamführung war nach Dätwylers Fahrt, die fehlerlos ausfiel, aufgefallen, dass er trotzdem bei nicht ganz knapp 3 Sekunden auf Cordin verloren hatte. So kam das Kommando an den Start, für Russi und Bruggmann den Belag (bis auf ein wenig) abzukratzen, jedoch wurde danach festgestellt, dass (vielleicht durch einen Hörfehler) der gesamte Belag beseitigt worden war. Hinsichtlich Russi wurde analysiert, dass er bei der ersten Zwischenzeit mit 0,12 s Vorsprung auf Varallo und 0,16 s auf Cordin führte, während Cordin zur zweiten Zwischenzeit um 0,37 s schneller als Russi war. Entscheidend waren die letzten 700 Meter, auf denen sich ein leichter Fehler Cordins (er musste weit aufmachen, was zeitraubend war) auswirkte.
Mit Varallo und Kidd (Nr. 23 bzw. 13 gemeinsam auf Rang 5), Anders Hansson, SWE (Nr. 41 auf 9), Jon-Torje Overland, NOR (Nr. 18 auf 10), Rudd Pyles, USA (17 auf 11), Bruggmann (24 auf 12), Håker (58 auf 13). Für das französische Team rettete zwar Pinel mit Rang 8 (Start-Nr. 5) etwas die Ehre, demgegenüber kam Duvillards Rang 25 (Start-Nr. 10; Rückstand 5,23 s) ebenso als Enttäuschung Rang 37 von Bernard Orcel (allerdings Nr. 1, +6,94 s); überraschend war auch Patrick Russel nominiert worden, der auf Rang 43 eine Zeit von 2:33,64 erzielte.

### Riesenslalom
| Platz | Land | Sportler               | Zeit        |
| ----- | ---- | ---------------------- | ----------- |
| 1     | AUT  | Karl Schranz           | 4:19,19 min |
| 2     | AUT  | Werner Bleiner         | 4:19,58 min |
| 3     | SUI  | Dumeng Giovanoli       | 4:21,15 min |
| 4     | FRG  | Max Rieger             | 4:22,11 min |
|       | AUT  | Heinrich Messner       | 4:22,11 min |
| 6     | POL  | Andrzej Bachleda-Curuś | 4:22,76 min |
| 7     | SUI  | Kurt Schnider          | 4:22,81 min |
| 8     | FRA  | Patrick Russel         | 4:22,97 min |
| -     | -    | -                      | -           |
| 11    | FRG  | Sepp Heckelmiller      | 4:24,59 min |
|       | SUI  | Jakob Tischhauser      | 4:24,59 min |
| 13    | AUT  | David Zwilling         | 4:25,01 min |
| 14    | SUI  | Edmund Bruggmann       | 4:25,15 min |
| 17    | FRG  | Christian Neureuther   | 4:26,32 min |
| 18    | FRG  | Hansjörg Schlager      | 4:26,53 min |
| 50    | LIE  | Willi Frommelt         | 4:43,16 min |

Weltmeister 1968: Jean-Claude Killy (FRA) (Karriere beendet)

1. Lauf: 9. Februar, 12:00 Uhr

2. Lauf: 10. Februar, 12:00 Uhr

Piste: „Ciampinoi“ in Wolkenstein / Selva di Val Gardena

Länge: 1490 m, Höhenunterschied: 447 m

Tore: 66 (1. Lauf), 68 (2. Lauf)
Am Start waren 99 Läufer, 85 von ihnen erreichten das Ziel.
Ausgeschieden u. a.: Gustav Thöni (ITA) (Aufgabe erster Lauf); Vladimir Sabich (USA) (disqualifiziert zweiter Lauf); Henri Duvillard, Jean-Noël Augert (beide FRA) (Aufgabe zweiter Lauf).
Schranz und Bleiner fuhren in beiden Läufen die beste und zweitbeste Zeit (2:15,15 + 2:04,04 bzw. 2:15,45 + 2:04,13) – Giovanoli hatte dritte und fünfte (2:16,11 + 2:05,04), Messner zehnte und dritte (2:17,46 + 2:04,65), Rieger zweimal sechste (2:16,91 + 2:05.20) Zeit. Augert lag nach dem ersten Lauf in 2:16,75 auf Rang 4, Duvillard in 2:18,62 auf 17, Sabich in 2:21,64 auf 25.

### Slalom
| Platz | Land | Sportler          | Sportler    |
| ----- | ---- | ----------------- | ----------- |
| 1     | FRA  | Jean-Noël Augert  | 1:39,47 min |
| 2     | FRA  | Patrick Russel    | 1:39,51 min |
| 3     | USA  | Billy Kidd        | 1:39,53 min |
| 4     | ITA  | Gustav Thöni      | 1:40,23 min |
| 5     | FRA  | Alain Penz        | 1:40,54 min |
| 6     | SUI  | Dumeng Giovanoli  | 1:42,38 min |
| 7     | SUI  | Peter Frei        | 1:43,33 min |
| 8     | NOR  | Håkon Bjørge      | 1:43,59 min |
| -     | -    | -                 | -           |
| 11    | SUI  | Heini Hemmi       | 1:43,96 min |
| 13    | FRG  | Max Rieger        | 1:44,93 min |
| 14    | FRG  | Hansjörg Schlager | 1:46,18 min |
| 16    | SUI  | Edmund Bruggmann  | 1:47,35 min |

Weltmeister 1968: Jean-Claude Killy (FRA) (Karriere beendet)

Datum: 8. Februar, 10:00 Uhr

Piste: „Ronc“ in St. Ulrich / Ortisei

Länge: 575 m, Höhenunterschied: 197 m

Tore: 69 – Kurssetzer Ivo Mahlknecht (ITA) für den ersten (Piste Pradel, 69 Tore), Hermann Gamon (AUT) für den zweiten (Piste Rainelli, 71 Tore) Durchgang.
Am 7. Februar fand ein Qualifikationslauf statt, in dem sich in sechs Gruppen 120 Läufer für die 51 Startplätze des eigentlichen Rennens qualifizieren mussten. In einem ersten Durchgang, der auf der Piste Rainel (Kurssetzer Mario Cotelli, ITA) gefahren wurde, kamen der beiden Erstklassierten direkt ins Finale, ein zweiter Durchgang auf der Piste Pradel (Kurssetzer Marjan Magusar, YUG) eröffnete nur den Siegern den Finaleinzug. Ins Schlussklassement am 8. Februar waren 24 Läufer platziert.
Ausgeschieden u. a.: Henri Bréchu (FRA), Heinrich Messner, Karl Schranz (beide AUT), Håkon Mjoen (NOR), Christian Neureuther, Georg Sonnenberger (beide FRG), Schmalzl (ITA) – alle Disqualifikation 2. Lauf; Harald Rofner (AUT) (Aufgabe 1. Lauf), Vladimir Sabich (USA), Felice de Nicolo (ITA) (Aufgabe 2. Lauf); nicht am Start: Herbert Huber (AUT).
Bill Kidd als Sechster nach dem ersten Lauf (0,82 s Rückstand) kam mit Bestzeit noch zu Bronze. Der US-Amerikaner Steve Lathrop hatte mit Start-Nr. 36 drittbeste Zeit (51,38 s) erzielt, fädelte im zweiten Lauf aber ein. Nach dem ersten Lauf war Messner auf Rang 8 (1,63 s Rückstand), Schranz auf Rang 20 (2,67 s Rückstand – jeweils gemessen auf die Laufbestzeit von Penz – 50,87 s) gelegen.

### Kombination
| Platz | Land | Sportler               | Punkte |
| ----- | ---- | ---------------------- | ------ |
| 1     | USA  | Billy Kidd             | 21,25  |
| 2     | FRA  | Patrick Russel         | 50,15  |
| 3     | POL  | Andrzej Bachleda-Curuś | 60,90  |
| 4     | FRG  | Max Rieger             | 66,31  |
| 5     | SUI  | Edmund Bruggmann       | 69,29  |
| 6     | FRG  | Hansjörg Schlager      | 70,08  |
| 7     | CAN  | Peter Duncan           | 72,48  |
| 8     | ESP  | Aurelio García Oliver  | 91,81  |

Weltmeister 1968: Jean-Claude Killy (FRA) (Karriere beendet)

Am Start waren 51 Läufer, 30 von ihnen klassierten sich. Die Positionen wurden nach einem Punktesystem aus den Ergebnissen der Abfahrt, des Riesenslaloms und des Slaloms ermittelt. Bachleda holte die erste und auch bisher einzige Weltmeisterschaftsmedaille für Polen; Ochoa wurde mit 93,23 Punkten Neunter.

## Frauen

### Abfahrt
| Platz | Land | Sportlerin            | Zeit        |
| ----- | ---- | --------------------- | ----------- |
| 1     | SUI  | Annerösli Zryd        | 1:58,34 min |
| 2     | FRA  | Isabelle Mir          | 1:58,84 min |
| 3     | AUT  | Annemarie Moser-Pröll | 2:00,43 min |
| 4     | CAN  | Judy Crawford         | 2:00,65 min |
| 5     | AUT  | Ingrid Gfölner        | 2:01,00 min |
| 6     | FRA  | Florence Steurer      | 2:01,25 min |
| 7     | FRG  | Margret Hafen         | 2:01,34 min |
| 8     | FRA  | Michèle Jacot         | 2:02,17 min |
| -     | -    | -                     | -           |
| 12    | SUI  | Edith Sprecher        | 2:03,24 min |
| 13    | AUT  | Olga Pall             | 2:03,31 min |
| 18    | FRG  | Christa Hintermaier   | 2:04,51 min |
| 19    | FRG  | Traudl Treichl        | 2:04,61 min |
| 20    | FRG  | Rosi Mittermaier      | 2:04,70 min |
| 25    | LIE  | Martha Bühler         | 2:06,20 min |

Weltmeisterin 1968: Olga Pall (AUT)

Datum: 11. Februar, 12:00 Uhr

Piste: „Cir“ in Wolkenstein / Selva di Val Gardena

Länge: 2750 m, Höhenunterschied: 675 m

Tore: 31
Am Start waren 50 Läuferinnen, 43 von ihnen erreichten das Ziel.
Ausgeschieden u. a.: Wiltrud Drexel (AUT), Divina Galica (GBR), Françoise Macchi (FRA), Judy Nagel (USA)
Die ersten Startnummern (Nr. 1 Olga Pall, Nr. 2 Jacot) waren durch den frisch gefallenen Schnee leicht im Nachteil, doch Zryd (Nr. 5) war offensichtlich diejenige, welche zudem die einzige technisch ernstzunehmende Schwierigkeit, eine S-Kurve beim Waldeingang, am besten bewältigte und dort die entscheidende Zeit gewann. Bei den Österreicherinnen rechtfertigte Ingrid Gfölner, die Bernie Rauter vorgezogen worden war, ihre Nominierung. Mit Nr. 31 fuhr Margarete Hafen auf Rang 7.

### Riesenslalom
| Platz | Land | Sportlerin            | Zeit        |
| ----- | ---- | --------------------- | ----------- |
| 1     | CAN  | Betsy Clifford        | 1:20,46 min |
| 2     | FRA  | Ingrid Lafforgue      | 1:20,53 min |
| 3     | FRA  | Françoise Macchi      | 1:20,60 min |
| 4     | FRA  | Michèle Jacot         | 1:20,62 min |
| 5     | AUT  | Gertrud Gabl          | 1:20,85 min |
| 6     | USA  | Marilyn Cochran       | 1:21,17 min |
| 7     | FRG  | Rosi Mittermaier      | 1:21,19 min |
| 8     | FRA  | Florence Steurer      | 1:21,30 min |
| -     | -    | -                     | -           |
| 14    | AUT  | Annemarie Moser-Pröll | 1:22,56 min |
| 15    | AUT  | Bernadette Rauter     | 1:22,58 min |
| 16    | AUT  | Ingrid Gfölner        | 1:22,73 min |
| 21    | SUI  | Edith Sprecher        | 1:24,41 min |
| 23    | FRG  | Christa Hintermaier   | 1:25,62 min |

Weltmeisterin 1968: Nancy Greene (CAN) (Karriere beendet)

Datum: 14. Februar, 12:00 Uhr

Piste: „Ciampinoi“ in Wolkenstein / Selva di Val Gardena

Länge: 1200 m, Höhenunterschied: 338 m

Tore: 48 – Kurssetzer: Paride Milianti (ITA)
Am Start waren 54 Läuferinnen, 49 von ihnen erreichten das Ziel.
Ausgeschieden u. a.: Annerösli Zryd (SUI), Traudl Treichl (FRG)
Clifford startete bereits mit Nr. 2, nachdem Annerösli Zryd eröffnet hatte, die aber nach einer Torkarambolage, nach welcher sie sich die Brillen richten wollte, am nächsten Tor vorbeifuhr. Rosi Mittermaier (Nr. 6) war die erste Läuferin des DSV, Gertrud Gabl (Nr. 7) dann jene des ÖSV. Clifford war ca. 20 Minuten vor dem Start nach dem Aussteigen aus der Seilbahnstation am Ciampinoi auf den vereisten Felsstufen ausgerutscht und über einen Felshang gestürzt, wahrscheinlich noch benommen, stürzte sie noch zweimal auf dem Weg zum Start. Im oberen Drittel hatte sie nur die zehntbeste Zeit. Gina Hathorn verpasste die mögliche Bronzemedaille im vorletzten Tor durch einen Kantenfehler.

### Slalom
| Platz | Land | Sportlerin            | Zeit        |
| ----- | ---- | --------------------- | ----------- |
| 1     | FRA  | Ingrid Lafforgue      | 1:40,44 min |
| 2     | USA  | Barbara Ann Cochran   | 1:42,15 min |
| 3     | FRA  | Michèle Jacot         | 1:42,20 min |
| 4     | AUT  | Gertrud Gabl          | 1:42,26 min |
| 5     | USA  | Judy Nagel            | 1:42,93 min |
| 6     | USA  | Marilyn Cochran       | 1:43,34 min |
| 7     | FRA  | Florence Steurer      | 1:43,35 min |
| 8     | CAN  | Betsy Clifford        | 1:45,78 min |
| 9     | AUT  | Bernadette Rauter     | 1:45,84 min |
| -     | -    | -                     | -           |
| 15    | FRG  | Rosi Mittermaier      | 1:49,12 min |
| 16    | FRG  | Christa Hintermaier   | 1:49,66 min |
| 17    | SUI  | Edith Sprecher        | 1:49,98 min |
| 19    | SUI  | Annerösli Zryd        | 1:50,27 min |
| 21    | AUT  | Annemarie Moser-Pröll | 1:51,11 min |

Weltmeisterin 1968: Marielle Goitschel (FRA) (Karriere beendet)

Datum: 13. Februar, 10:00 Uhr

Piste: „Ronc“ in St. Ulrich / Ortisei

Länge: 480 m, Höhenunterschied: 160 m

Tore: 59 (1. Lauf) – Kurssetzer Jean Beranger (FRA), 60 (2. Lauf) – Kurssetzer Guido Siorpaes (ITA)
Am Start waren 55 Läuferinnen, 34 von ihnen erreichten das Ziel.
Nach dem ersten Lauf führte Ingrid Lafforgue in 49,07 vor Gertrud Gabl (49,88), Marilyn Cochran (50,05), Jacot (50,37), Barbara Cochran (50,45); Rang 8 Mittermaier (50,80). Auch im zweiten Lauf war Lafforgue Erste (51,37); die weiteren Laufzeiten: Barbara Cochran (51,70), Jacot (51,83).
Ausgeschieden u. a.: Felicity Field (GBR) – disqualifiziert erster Lauf; Kiki Cutter (USA) – disqualifiziert zweiter Lauf; Margret Hafen, Traudl Treichl (beide FRG), Martha Bühler (LIE), Laurie Kreiner (CAN) – Aufgabe erster Lauf; Wiltrud Drexel (AUT), Annie Famose (FRA) – Aufgabe zweiter Lauf.

### Kombination
| Platz | Land | Sportlerin            | Punkte |
| ----- | ---- | --------------------- | ------ |
| 1     | FRA  | Michèle Jacot         | 30,31  |
| 2     | FRA  | Florence Steurer      | 37,69  |
| 3     | USA  | Marilyn Cochran       | 41,84  |
| 4     | USA  | Barbara Ann Cochran   | 51,70  |
| 5     | FRG  | Rosi Mittermaier      | 77,98  |
| 6     | AUT  | Annemarie Moser-Pröll | 78,36  |
| 7     | GBR  | Gina Hathorn          | 84,73  |
| 8     | NOR  | Karianne Christiansen | 94,19  |
| -     | -    | -                     | -      |
| 10    | SUI  | Edith Sprecher        | 101,31 |
| 13    | FRG  | Christa Hintermaier   | 112,53 |

Weltmeisterin 1968: Nancy Greene (CAN) (Karriere beendet)

Am Start waren 50 Läuferinnen, 25 von ihnen klassierten sich. Die Positionen wurden nach einem Punktesystem aus den Ergebnissen der Abfahrt, des Riesenslaloms und des Slaloms ermittelt.

## Medaillenspiegel
| Platz | Land               | Gold | Silber | Bronze | Gesamt |
| ----- | ------------------ | ---- | ------ | ------ | ------ |
| 1     | Frankreich         | 3    | 5      | 2      | 10     |
| 2     | Schweiz            | 2    | –      | 1      | 3      |
| 3     | Österreich         | 1    | 2      | 1      | 4      |
| 4     | Vereinigte Staaten | 1    | 1      | 2      | 4      |
| 5     | Kanada             | 1    | –      | –      | 1      |
| 6     | Australien         | –    | –      | 1      | 1      |
|       | Polen              | –    | –      | 1      | 1      |